# El Mazo (Villamartín de Valdeorras)
El Mazo (llamada oficialmente Santo Antonio do Mazo) es una parroquia y un lugar del municipio español de Villamartín de Valdeorras, en la provincia de Orense, Galicia.

## Toponimia
La parroquia también es conocida por los nombres de San Antonio de El Mazo y San Antonio do Mazo.

## Organización territorial
La parroquia está formada por una entidad de población:
- O Mazo

## Demografía
Gráfica demográfica del lugar y parroquia de El Mazo según el INE español:
| Gráfica de evolución demográfica de El Mazo entre 2000 y 2023 |
|                                                               |
| Datos según el nomenclátor publicado por el INE.              |